# 地球出发级

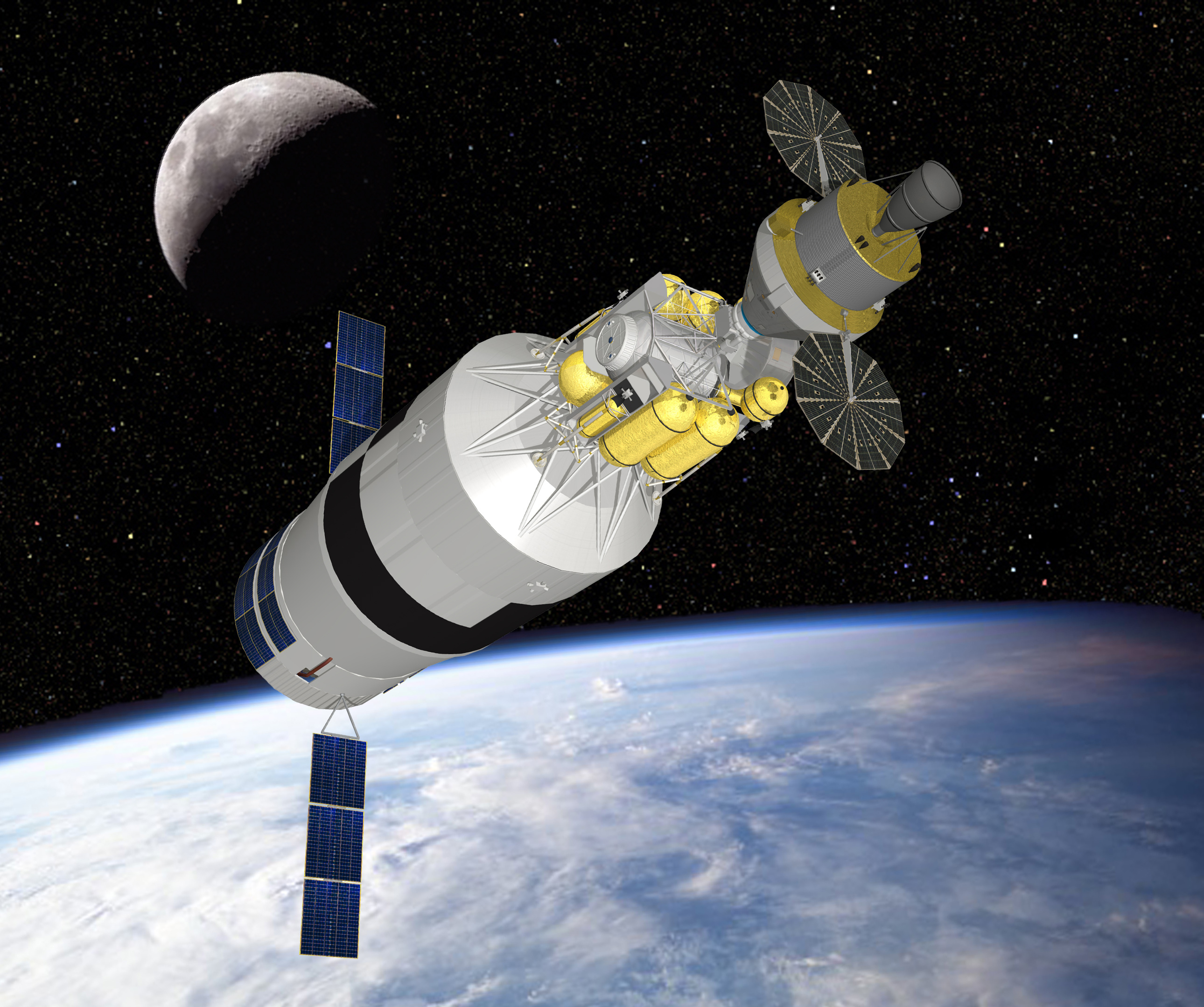
地球出发站和牵牛星號、獵戶座飞船的组合体

地球出发级（Earth Departure Stage，EDS）是战神五号的第二级，是由NASA的马歇尔航天飞行中心研发的多级火箭。EDS由一台J-2X液氢液氧发动机驱动，EDS的功能和農神五號的S-IVB级相似。

## 设计
地球出发站最初是基于太空梭外儲箱改造的，将使用两台J-2X发动机，而战神五号的芯级采用五台太空梭主發動機, 并捆绑两枚太空梭固態助推器。
后来战神五号的芯级采用六台RS-68发动机重新设计，, EDS便只需要一台J-2X，现在的EDS更加类似一个大尺寸的S-IVB，但EDS采用了新的推进剂储存技术，可将低温推进剂储存至30天，这是S-IVB无法比拟的。

## 执行任务
战神五号将地球出发站和牵牛星号月球着陆器一起发射升空，战神五号芯级脱离后，EDS点火，进入低地球轨道。四名航天员则乘坐獵戶座飞船由另一枚火箭发射升空，并与牵牛星号对接。
太空人检查飞船设备后，将飞船与裙部断开，并启动发动机，以80%预设量的推力飞向月球。
EDS再次关机后，它与牵牛星号分离，或者留在日心轨道；或者独立撞向月球，触动被先期放置在月面上的地震波检测仪，使科学家从中获得有用数据。

## 其他利用
除了用来推进猎户座太空船，EDS还计划用于先进科技大口径空间望远镜（ATLAST），獵戶座小行星任务以及计划中的载人登陆火星计划。